# Green Eggs & Ham
Green Eggs & Ham è un singolo della rapper statunitense Princess Nokia, pubblicato il 24 febbraio 2020 come estratto dall'album in studio Everything Is Beautiful.

## Descrizione
Il titolo del singolo è tratto dal libro per bambini di Dr. Seuss Prosciutto e uova verdi (Green Eggs and Ham). Il testo della canzone racconta la colazione del mattino, in aggiunta ad alcuni versi riguardanti la polizia e la violenza domestica. Le sonorità del pezzo sono un funk melodico caldo e frizzante, con forti vibes paragonabili a quelle di Chance the Rapper e Lizzo.

## Video musicale
Il video musicale è stato pubblicato in concomitanza con l'uscita del singolo il 24 febbraio 2020. Diretto da Sebastian Sdaigui, è ispirato ad una scena del film del 1996 Matilda 6 mitica: Nokia si prepara la colazione spostando gli oggetti con l'indice.

## Tracce
Testi di Destiny Frasqueri, musiche di Adam Pallin.
1. Green Eggs & Ham – 1:46